# امامزاده فضل بن موسی بن جعفر
امامزاده فضل بن موسی بن جعفر زیارتگاهی منسوب به فضل بن موسی بن جعفر واقع در جهرم، استان فارس است. ساختمان این زیارتگاه شامل بقعه‌ای کوچک و ساده‌است که درون آن فاقد تزیینات و کاشی کاری است. این زیارتگاه دارای گنبد آجری ساده و بلندی است. سنگ قبر این امامزاده در سال ۸۰۶ ه‍.ق به دستور سلطان محمد سلجوقی در اصفهان ساخته شده و به جهرم انتقال داده شده‌است. ساختمان زیارتگاه نیز مربوط به قرن نهم هجری است.
این بقعه از دیرباز مورد توجه اهالی شهر جهرم و شهرهای اطراف بوده‌است.